# Инвестиционный риск
Инвестиционный риск (англ. investment risk) — вероятность обесценения инвестиций или потери доходов в результате неопределённости действий органов государственной власти или ошибок в корпоративном управлении.

## Определение
Согласно БРЭ инвестиционный риск — это вероятность обесценения инвестиций или потери доходов в результате неопределённости действий органов государственной власти или ошибок в корпоративном управлении.

## Виды рисков
Инвестиционная деятельность характеризуется тремя группами рисков:
- финансовый риск (вероятность ущерба, который может понести инвестор, действуя на рынке):

- процентный риск (вероятность обесценения облигаций и долговых обязательств на открытом рынке в случае повышения процентных ставок);
- инфляционный риск (вероятность обесценения основного капитала и дохода от него вследствие роста цен).

- технический риск (вероятность сбоев и отказов в производстве продукции и её поставке, сложность используемой технологии);
- политический риск (вероятность вмешательства государства в экономику, неожиданные изменения законодательной базы или её практикоприменение).

Инвестиционный риск имеет место при портфельных инвестициях, когда существует вероятность понести убыток из-за снижения курса ценных бумаг, риски завышенных инвестиционных ожиданий (завышение прогноза объёмов продаж и цен, недостаточно объективная оценка платёжеспособного спроса, конкурентной среды и т. д.), венчурные риски от инновационных разработок.

## Управление инвестиционными рисками
Способы управления рисками:
- диверсификация деятельности (распределение инвестиций между разными объектами с целью повышения устойчивости системы);
- хеджирование (заключение фьючерсных договоров купли-продажи);
- лимитирование риска (определение границ свободы принятия решений, связанных с рисковыми сделками);
- избегание риска (отказ от сделок, связанных с риском).